# Telesphore George Mpundu
Telesphore George Mpundu (Kopeka, 21 maggio 1947) è un arcivescovo cattolico zambiano.

## Biografia
Viene ordinato presbitero il 17 dicembre 1972.
Il 7 marzo 1987 viene nominato vescovo di Mbala e riceve la consacrazione episcopale il 21 giugno 1987.
Il 1º ottobre 2004 viene nominato coadiutore dell'arcidiocesi di Lusaka.
Succede all'arcivescovo Medardo Joseph Mazombwe (poi cardinale) il 28 ottobre 2006.
Il 30 gennaio 2018 papa Francesco accoglie la sua rinuncia al governo pastorale dell'arcidiocesi.

## Genealogia episcopale e successione apostolica
La genealogia episcopale è:
- Cardinale Scipione Rebiba
- Cardinale Giulio Antonio Santori
- Cardinale Girolamo Bernerio, O.P.
- Arcivescovo Galeazzo Sanvitale
- Cardinale Ludovico Ludovisi
- Cardinale Luigi Caetani
- Cardinale Ulderico Carpegna
- Cardinale Paluzzo Paluzzi Altieri degli Albertoni
- Papa Benedetto XIII
- Papa Benedetto XIV
- Papa Clemente XIII
- Cardinale Marcantonio Colonna
- Cardinale Giacinto Sigismondo Gerdil, B.
- Cardinale Giulio Maria della Somaglia
- Cardinale Carlo Odescalchi, S.I.
- Vescovo Eugène de Mazenod, O.M.I.
- Cardinale Joseph Hippolyte Guibert, O.M.I.
- Cardinale François-Marie-Benjamin Richard de la Vergne
- Cardinale Pietro Gasparri
- Arcivescovo Cesare Orsenigo
- Cardinale Lorenz Jäger
- Vescovo Adolf Fürstenberg, M.Afr.
- Arcivescovo Telesphore George Mpundu

La successione apostolica è:
- Vescovo Clement Mulenga, S.D.B. (2011)